# Voshon Lenard
Pour les articles homonymes, voir Lenard.
Voshon Kelan Lenard, né le 14 mai 1973 à Détroit au Michigan, est un joueur américain de basket-ball.

## Carrière universitaire
Lenard joua en NCAA à l'Université du Minnesota, où il était une star. Après sa saison junior, il se présenta à la draft NBA. Les Milwaukee Bucks sélectionnèrent Lenard au second tour de la draft 1994. Lenard décida alors de retourner à Minnesota pour effectuer sa saison senior. Il termina sa carrière avec les "Minnesota Golden Gophers" au deuxième rang des marqueurs de l'histoire avec 2103 points.

## Carrière professionnelle
Après sa carrière universitaire, Lenard intégra la ligue mineure de Continental Basketball Association (CBA). Il réalisa des moyennes de 30,1 points par match en 18 rencontres pour les Oklahoma City Cavalry lors de la saison 1995-96. Il quitta l'équipe à mi-saison lorsqu'il signa avec le Miami Heat en NBA. Il joua pour le Heat pendant cinq saisons.
Il a, depuis, joué avec les Denver Nuggets, les Toronto Raptors et plus récemment les Portland Trail Blazers. Sa moyenne en NBA est de 11,9 points par match.
Il est un ancien vainqueur du concours de tirs à 3 pts lors du NBA All-Star Week-end 2004.